# Pseudopoda zhejiangensis
Pseudopoda zhejiangensis är en spindelart som först beskrevs av Zhang och Kim 1996.  Pseudopoda zhejiangensis ingår i släktet Pseudopoda och familjen jättekrabbspindlar. Inga underarter finns listade i Catalogue of Life.